# Sincé
Sincé – miasto w Kolumbii, w departamencie Sucre.